# توماس پیترفای
توماس پیترفای (انگلیسی: Thomas Peterffy؛ زادهٔ ۱۹۴۴) کارآفرین، سرمایه‌دار و نیکوکار اهل مجارستان است، که به عنوان مدیرعامل اینتراکتیو بروکرز فعالیت می‌کند.